# Guillermo W. Méndez
Guillermo Waldemar Méndez López (1955- ). Teólogo guatemalteco protestante. Licenciado en Teología por el Seminario Teológico Centro Americano (1979); S. T. M. Seminario Teológico de Dallas (1982); M. A. S. Universidad Francisco Marroquín (1994) y docente en el curso de Historia de la Religión en la Universidad Francisco Marroquín, Guatemala. 
Tras enseñar por dos décadas Teología en Guatemala, se sintió desafiado por la Teología de la Liberación, al punto de investigar sobre Derecho, Economía y Política. Perteneció a la Fraternidad Teológica Latinoamericana y a la comisión teológica de la Alianza Evangélica Mundial en los años ochenta. Preocupado por la pobreza, decidió transformar el sistema de Derecho Civil de su país, para eliminar los privilegios de la clase política gobernante y reformar, por medios jurídicos y políticos, el Estado de Guatemala. 
Méndez ha propuesto la celebración de un día nacional e internacional de la Libertad de Conciencia, celebración que ha ganado popularidad en Guatemala desde el 2003. Esta celebración fue creada para desafiar la intromisión del sistema legal en asuntos de conciencia y repensar la participación de los cristianos en el cambio social y político. Fundó con este mismo fin el Instituto de Servicios a la Nación (ISN), una entidad cívica y privada, registrada en el Tribunal Supremo Electoral. El ISN enseña y organiza a la población para el cambio desde una perspectiva judeocristiana.

## Obras publicadas
- Una vida con responsabilidad (Ha-aretz, Guatemala) 2005
- Hijos con responsabilidad: sobre la educación en valores (Ha-aretz, Guatemala) 2006
- Una Iglesia con responsabilidad (Ha-aretz, Guatemala) 2006
- El “Si” del Evangelio y el “No” protestante: La Reforma 500 años después (en prensa - 2006).
- Una Introducción a la Dogmática Evangélica (en preparación - 2006)

Y colaborador de:
- Right With God: Justice in the Bible and the World (Ed. D. A. Carson). Wipf & Stock Publishers (2002).
- Worship Adoration and Action (Ed. D. A. Carson). Wipf & Stock Publishers.

- Datos: Q944915